# Partit Valencià Nacionalista
El Partit Valencià Nacionalista (PVN) va ser un partit nacionalista valencià actiu al País Valencià durant el primer lustre dels anys noranta del segle xx.

## Història

### Orígens ideològics

#### Debats sobre el nacionalisme valencià als anys 80
Arran de la publicació dels assajos De Impura Natione (1986) i Document 88 (1988) es van produir una sèrie de reflexions que des de postures revisionistes del pensament de Joan Fuster propugnaven l'articulació d'un discurs valencianista d'àmbit únicament valencià que defugira de la negació dels elements culturals comuns als Territoris de parla catalana. Estes reflexions, conegudes com a Tercera Via o Valencianisme de conciliació i articulades al voltant de les converses de l'Hotel Anglés van influir entre certs sectors del nacionalisme valencià, incloent-hi a militants de la Unitat del Poble Valencià, encara que inicialment el partit es posicionara en contra d'aquestes.
Encara que en la segona meitat de la dècada de 1980 la UPV no tinguera els Països Catalans en l'eix del seu discurs, la direcció del partit estava alineada majoritàriament en tesis properes al fusteranisme i tot i centrar el seu discurs en el País Valencià era criticat pels autors de llibres com Document 88 per la "persistent tendència d'UPV a no definir de cap de les maneres quina és la nació a reivindicar".

#### Escissió d'Unitat del Poble Valencià
A mitjans de la dècada de 1980 els dos principals partits d'esquerra al País Valencià, el Partit Comunista del País Valencià (refundat com Izquierda Unida en 1986) i la Unitat del Poble Valencià, es trobaven afeblits. Els insuficients resultats que ambdues formacions van traure a les eleccions generals espanyoles de 1986 van propiciar una coalició entre les dos formacions de cara a les eleccions a les Corts Valencianes de 1987, si bé esta s'aprovà amb gran contestació interna, especialment a UPV on sols el 51% de la militància s'hi mostrà a favor.
La coalició Esquerra Unida - Unitat del Poble Valencià va obtenir sis diputats a les Corts Valencianes en les eleccions del 87, si bé poc temps després el pacte es va trencar, i els diputats d'UPV passaren al Grup Mixt davant el temor que Izquierda Unida poguera absorbir-los. Tot el procés del pacte amb IU va suposar una important crisi interna, amb tensió durant tota la legislatura entre els sectors més esquerrans i els més nacionalistes, i més dretans. El nou revés que UPV va patir a les eleccions generals espanyoles de 1989 va portar a un reforçament del perfil esquerrà i ecologista per part del sector fusterià, en considerar que el nacionalisme "ja no era un factor de modernització al País Valencià". A la IV conferència de País de 1990, el sector minoritari conegut com a Assemblea d'Almussafes critica durament la línia d'UPV, proposant una esmena a la totalitat que situara el cleaveage nacional en el centre del debat del partit, alhora que es criticava l'ambigüitat ideològica del partit i la trajectòria erràtica en matèria de pactes. Després que l'esmena fóra desestimada, s'obri una reflexió al si dels sectors crítics en el qual es planteja crear una plataforma de debat ideològic o constituir-se com a partit. Finalment s'elegiria la segona opció, creant el Partit Valencià Nacionalista per tal de no perdre els resultats electorals que la Unitat del Poble Valencià havia tret als municipis on el sector de l'Assemblea d'Almussafes era majoritari.
| « | [La UPV] porta el camí de convertir-se en el partit més feminista que menys dones té; en el partit més ecologista que tan sols té un ecologista “oficial”; en el partit més esquerrà sense obrers; i per acabar, en un partit nacionalista sense nació (o hauríem de dir sense noció?). | » |
| — Francesc Ferrandis al document Aportació al Debat previ al IV congrés de la UPV, Assemblea d'Almussafes, 1990. | |   |

### Partit polític

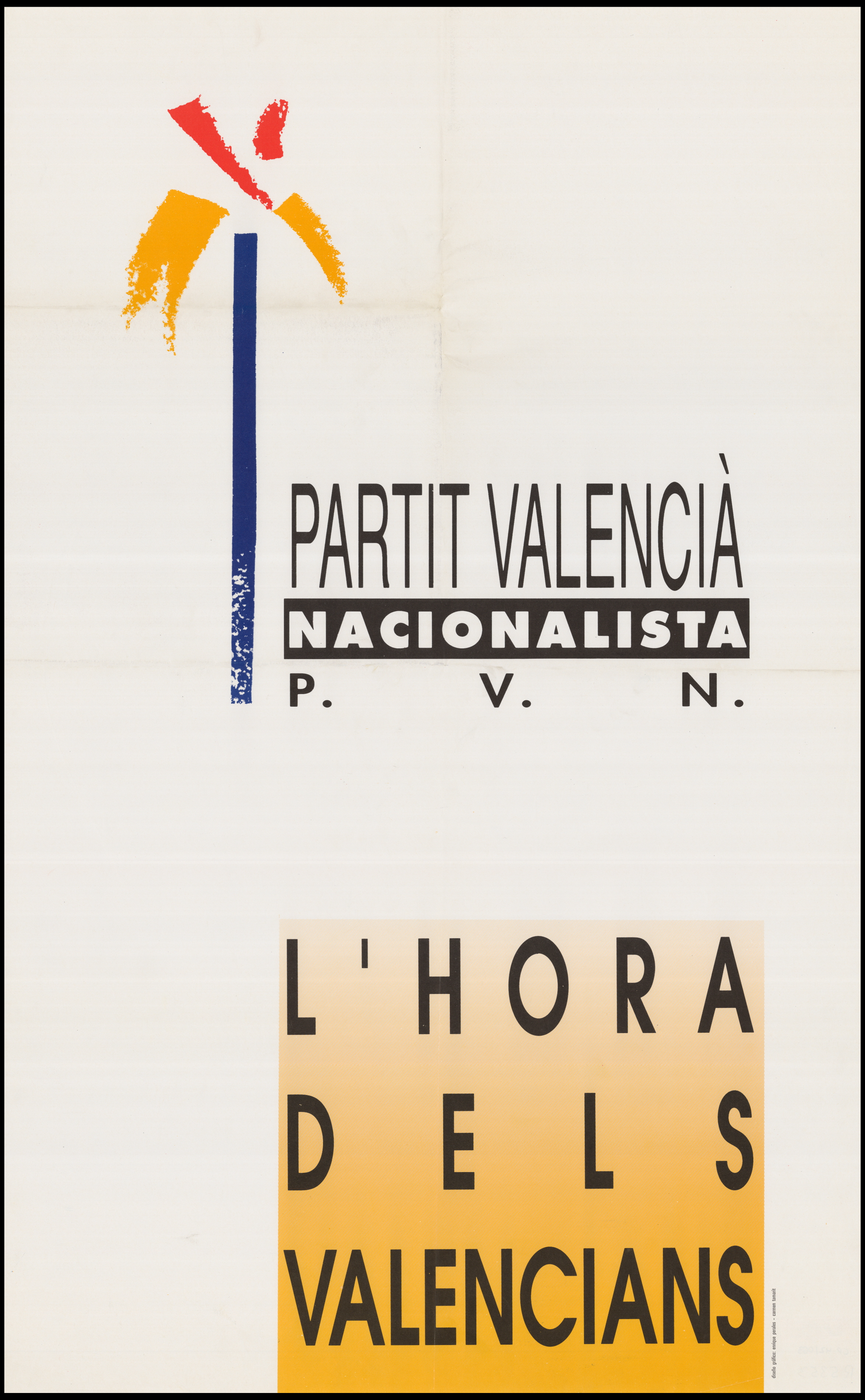
Cartell electoral del PVN.

El Partit Valencià Nacionalista va ser fundat pels militants escindits d'UPV alineats al voltant de l'Assemblea d'Almussafes: Francesc Ferrandis (qui exerciria com ideòleg), Rafael Company (coautor de Document 88), Joan Mansanet (un dels fundadors de l'ACV Tirant lo Blanc), Joan Cebolla, Vicent Martí o Pepa Chesa, regidora en Oliva i una de les cares visibles de la formació. L'escissió representà els sectors situats més cap a la dreta d'UPV
A les eleccions municipals i a les Corts Valencianes de 1991, el PVN sols es presenta a les eleccions municipals, per tal de no restar-li vots a una Unitat del Poble Valencià que es presentà en solitari després de rebutjar una coalició entre ambdues formacions. A les eleccions municipals el PVN va obtenir 5.545 vots (0,28%) i 10 regidors, destacant la presència als quatre municipis on l'Assemblea d'Almussafes tenia forta presència (Almussafes, Benifaió, Ibi i Oliva). En abril de 1992, el PVN celebrara el seu primer congrés, amb l'objectiu explícit d'aconseguir una plataforma transversal, que actuara com a Bloc Valencianista capaç d'impregnar de valencianisme diferents capes socials. Els militants del Partit Valencià Nacionalista participaran en l'associació Futur Valencià, sorgida de les Tertúlies de l'Hotel Anglés, i davant la negativa d'Unitat del Poble Valencià per a participar conjuntament a les eleccions a les Corts Valencianes, es produirà un acostament a Esquerra Nacionalista Valenciana, amb qui se signaria un protocol d'actuació conjunta en 1993, arribant a aconseguir que ENV declarara públicament la seua acceptació de la unitat de la llengua.
Tanmateix, i tot i la presència majoritària al partit de nacionalistes valencians enquadrats en la tercera via, en un primer moment el PVN també participaria de certa ambigüitat a l'hora de no declarar públicament la nació valenciana, per tal de facilitar una entesa entre els diferents sectors del valencianisme, especialment entre el valencianisme estricte i el catalanisme. Tanmateix, el partit aniria abandonant l'ambigüitat progressivament, i aprofundint en el nacionalisme valencià. Estos plantejaments es vorien reforçats amb l'entrada de militants com Vicent Flor i Moreno, qui junt a Rafael Castelló serien els redactors de la ponència del tercer congrés en 1997.
Durant 1993 i 1994, el PVN va participar en les negociacions per la conformació d'una Convergència Democràtica Valenciana, junt a sectors que mai s'havien apropat al discurs nacionalista d'arrel fusteriana: Esquerra Nacionalista Valenciana (ENV), Unió Valenciana (UV), un sector liderat per Rafael Blasco i Castany (que posteriorment fou conseller i síndic parlamentari del PP) i altres grups. Tanmateix, el fet que tant Unitat del Poble Valencià com posteriorment Unió Valenciana es desentengueren del projecte, va fer que este s'abandonara.
El fracàs de la Convergència Democràtica Valenciana va portar a un nou acostament entre PVN i UPV, que havien rebutjat una coalició per a les eleccions generals espanyoles de 1993. Finalment, UPV i PVN es presentarien junts a les eleccions a les Corts Valencianes i municipals de 1995, amb la denominació Unitat del Poble Valencià-Bloc Nacionalista, que no va ser gaire ben rebuda en les files del PVN que consideraven que havien renunciat a molt en la negociació.
La coalició UPV-Bloc Nacionalista va rebre pitjors resultats electorals que en 1991 afectada pel vot útil cap al PSPV-PSOE i la fortalesa d'Esquerra Unida del País Valencià. Tanmateix, a les eleccions municipals celebrades el mateix dia la nova coalició va aconseguir uns resultats superiors en vots i regidors als obtinguts per UPV en solitari en 1991.

### Bloc Nacionalista Valencià
Els insuficients resultats electorals, i diferents canvis interns propiciaren que UPV revisara la seua línia política, i en el VII Congrés d'UPV celebrat a l'Eliana el 1996, es van assumir algunes crítiques que històricament s'havien fet a la formació, com la indefinició nacional que la UPV havia mostrat fins aquell moment, optant per adaptar les seues posicions al marc nacional valencià. Des del Partit Valencià Nacionalista s'interpreta que este pas del partit nacionalista majoritari es dona gràcies a la influència de l'antiga Assemblea d'Almussafes que amb el PVN va ser capaç d'atraure a UPV als seus postulats. Finalment, i seguint el Bloque Nacionalista Galego com a exemple, en 1997 comencen les converses per a crear la federació de partits Bloc Nacionalista Valencià, que s'inscriuria al registre de partits en maig de 1998.